# Vacamonte
Vacamonte est une ville de la province de Panama, au Panama.